# Cheyenne (fiume)
Il fiume Cheyenne (in inglese Cheyenne River, Wakpá Wašté nella lingua lakota), talvolta chiamato anche fiume Sheyenne o Big Cheyenne, è un affluente di destra del fiume Missouri. Il fiume deriva il suo nome dagli indiani Cheyenne che popolavano quella regione e per i quali era semplicemente Ma'etomonéo'hé'e, cioè “Fiume colorato di rosso”, a causa dei depositi di argilla rossa lungo le sue sponde. Il percorso del fiume si snoda per circa 475 km attraverso gli stati americani del Wyoming e del Dakota del Sud

## Il corso
Il corso del fiume inizia alla confluenza dei torrenti Antelope Creek e Dry Fork Creek, più precisamente nel Thunder Basin National Grassland nella contea di Converse, nella parte nord-orientale del Wyoming. Il fiume poi punta ad est, verso il Dakota del Sud, passa oltre la città di Edgemont, a sud delle Black Hills, e attraversa il bacino idrico di Angostura, creato nel 1949 dalla diga omonima nei pressi di Hot Springs come parte del progetto del grande bacino idrico del fiume Missouri. Quindi il fiume piega decisamente a nord-est, passando lungo il confine nord-occidentale della riserva indiana di Pine Ridge e del Parco nazionale delle Badlands. A est di Rapid City riceve da sinistra le acque del Rapid Creek e poi, più a nord, quelle del fiume Belle Fourche, suo maggior affluente, e infine sfocia nel lago Oahe e di lì nel Missouri, 50 km a nord-ovest di Pierre.

## Idrologia
Lo scioglimento delle nevi delle Black Hills costituisce la principale fonte di alimentazione per il fiume Cheyenne, ma l'industria estrattiva su quelle montagne è anche causa di inquinamento in quanto nelle sue acque si raccolgono quantità significative di solfati sciolti, arsenico e manganese. Benché questi inquinanti non rappresentino una seria minaccia per l'ambiente, il fiume Cheyenne ha pur sempre un contenuto di minerali disciolti più elevato rispetto a quello di qualsiasi altro grande fiume del Dakota del Sud. Malgrado ciò, il fiume costituisce una importante risorsa idrica per le comunità circostanti e svolge un ruolo significativo per il benessere economico dell'intera regione.
Il fiume Cheyenne drena un'area di 62.800 km². La portata media vicino alla bocca è di 24,7 m³/s, ma il deflusso annuo è soggetto a notevoli oscillazioni in dipendenza delle stagioni.